# Tylototriton pasmansi
Tylototriton pasmansi — вид хвостатих земноводних родини саламандрових (Salamandridae). Описаний у 2020 році.

## Етимологія
Вид названий на честь Франка Пасманса, професора Гентського університета, за його внесок у дослідження зниження чисельності земноводних внаслідок інфекційних захворювань.

## Поширення
Ендемік В'єтнаму. Поширений у тропічних гірських лісах провінцій Футхо та Хоабінь на півночі країни.